# Karasjok (kommune)
Karasjok kommune  hør udtale ? (nordsamisk: Kárášjoga gielda, finsk Kaarasjoki ) i Troms og Finnmark fylke, er Norges næststørste kommune i udstrækning med et areal på 5.464 km². Vigtige erhverv er bl.a. rendrift og landbrug med dertil hørende jagt og fiskeri, men i dag er det serviceerhverv, der beskæftiger flest i kommunen.
Omkring 80 % af kommunens indbyggere er samisktalende, og samisk og norsk er ligestillede som forvaltningssprog, da kommunen ligger i forvaltningsområdet for samisk sprog.
Samiske institutioner som er placeret her, er blandt andet Sametinget, NRK Sámi Radio, det nationale museum De Samiske Samlinger, Samisk speciallægecenter, Samisk kunstnercenter, Indre-Finnmark provsti, Samisk specialbibliotek, Indre-Finnmark retshjælpskontor og Børne- og Ungdomspsykiatrisk poliklinik. (kilde: Karasjok kommune)
Et slagteri som blev åbnet i juni 2003 for rensdyr, køer, får og grise er det eneste slagteri i verden, som slagter disse fire dyrearter under det samme tag.

## Navnets oprindelse
Stedet har fået navn efter floden Kárášjohka, som løber gennem kommunen. Navnet johka er samisk og betyder elv. Navnet karas kommer formentlig fra samisk eller fra finsk (kara), som betyder bugtende – den bugtende elv.

## Historie
Bygden voksede frem fra den gamle vinterlejr Ávjuvárri, som lå ca. 40 km. fra det som i dag er Karasjok centrum.

## Kendtekarasjokinger
- Samuel Balto, krydsede Grønland med Fridtjof Nansen i 1888
- Ole Nilsen Ravna, krydsede Grønland med Fridtjof Nansen i 1888
- Matti Aikio, forfatter (d. 1929)
- Kirsten Svineng, Mamma Karasjok (d. 1980)
- Iver Jåks, billedkunstner og skulptør (d. 2007)
- Laila Somby Sandvik, samisk rådgiver til Barneombudet,[1][2] artist,[3] statstjenestemand, (f. 1942)
- Mari Boine, artist
- Tor Mikkel Wara, politiker
- Sverre Porsanger, skuespiller